# Hep verlag
Der Hep-Verlag (Eigenschreibweise hep Verlag) ist ein Schweizer Buchverlag mit Sitz in Bern. 
Schwerpunkt der Verlagstätigkeit bildet die Publikation von Lehrbüchern sowie Fachbüchern zu Themengebieten der Pädagogik. Zu den Schwerpunkten gehören 
Lehr- und Lernmedien für die Sekundarstufe II, die Tertiärstufe und die Weiterbildung.
Der Hep-Verlag führt aktuell über 400 Titel. Er ist einer der ersten Schulbuchverlage, die sich strategisch auf digitale Lehrmittel orientieren, und Herausgeber des ersten interaktiven Lehrmittels für den allgemeinbildenden Unterricht (ABU) für Berufslernende in der Schweiz.
Zu den Autoren bzw. Herausgebern zählen unter anderem Hans Rudolf Christen, Rolf Dubs, Philipp Gonon, Elisabeth Gusdek Petersen, Werner Hartmann, Peter Labudde, Paul Ott und Rudolf H. Strahm.
Im Juli 2022 wurde der Verlag vom Orell Füssli Verlag übernommen.

## Geschichte
Der Hep-Verlag wurde im Jahr 2000 gegründet; 2005 übernahm er das Programm des Ott Verlags, Thun. 2012 erhielt der Verlag den Worlddidac Award für zwei digitale Lehrmedien, das «eLehrmittel ABU» und die «App Volkswirtschaftslehre».